# Up in Central Park
Up in Central park, amerikansk komedi från 1948 regisserad av William A. Seiter och producerad av Karl Tunberg. Filmen är baserad på en Broadwaymusikal av Sigmund Romberg. Ej visad i Sverige.

## Handling
En tidningsreporter spelad av Dick Hymes samarbetar med en nyanländ immigrant spelad av Deanna Durbin, för att försöka avslöja Vincent Prices korrupta politiska spel i New York. 

## Roller
- Deanna Durbin – Rosie Moore
- Dick Haymes – John Matthews
- Vincent Price – Boss Tweed
- Albert Sharpe – Timothy Moore
- Tom Powers – Rogan
- Hobart Cavanaugh – Joe Oakley
- Thurston Hall – Guvernör Motley
- Howard Freeman – Myron Schultz
- Mary Field – Fröken Murch
- Tom Pedi – O'Toole
- Moroni Olsen – Big Jim Fitts